# Daniel von Lapp
Daniel von Lapp, nemški železniški gradbinec in industrialec, * 11. maj 1836, Ixheim, Bavarska (zdaj Porenje - Pfalška, Nemčija), † 14. oktober 1910, Gradec.
Na Slovenskem je poznan kot lastnik Premogovnika Velenje.

## Življenje
Daniel Lapp je sprva delal kot gradbeni izvajalec v Nemčiji. Leta 1871 je odšel na Štajersko, kjer je kot železniški gradbeni podjetnik gradil železniško progo Schwanberg – Wies in kot prvo železniško gradbeno podjetje uporabljalo vrtalne stroje na parni pogon.
Leta 1880 je skupaj z bratoma Ludwigom in Jakobom dobil delo za izgradnjo Vorarlberške zahodne strani arlberškega železniškega predora, ki ga je dokončal v treh letih in pol namesto v načrtovanem petletnem obdobju gradnje!
Leta 1875 je skupaj z najmlajšim bratom Friedrichom Augustom Lappom pridobil mizarsko in kovinsko tovarno v Gradcu in leta 1892 železarsko in rudarsko podjetje v Rottenmannu na Štajerskem, katerega vodstvo je leta 1875 zaupal svojemu bratu, ki je študiral na št. Vadil je na Politehniki v Zürichu in kasneje v Nemčiji in Ameriki.
Leta 1875 je Lapon kupil posestvo Hornegg v Predingu, ki ga je razširil v vzorno kmetijsko posestvo. Leta 1885 je pridobil premogovniške pravice v Velenju in premogovniku Buchberg pri Celju. V Velenju je odkril eno največjih nahajališč lignita v Evropi. Lapp je ustanovil prvo tovarno briketov na Štajerskem. Njegova zadnja železniška gradnja je bila proga Celje-Velenje, ki jo je pomagal financirati in jo odprl leta 1891.